# Chadyn
Chadyn (ros. Хадын) – wieś w Rosji, w Tuwie, w kożuunie pij-chiemskim. W 2010 liczyła 677 mieszkańców.